# Cuisine réunionnaise

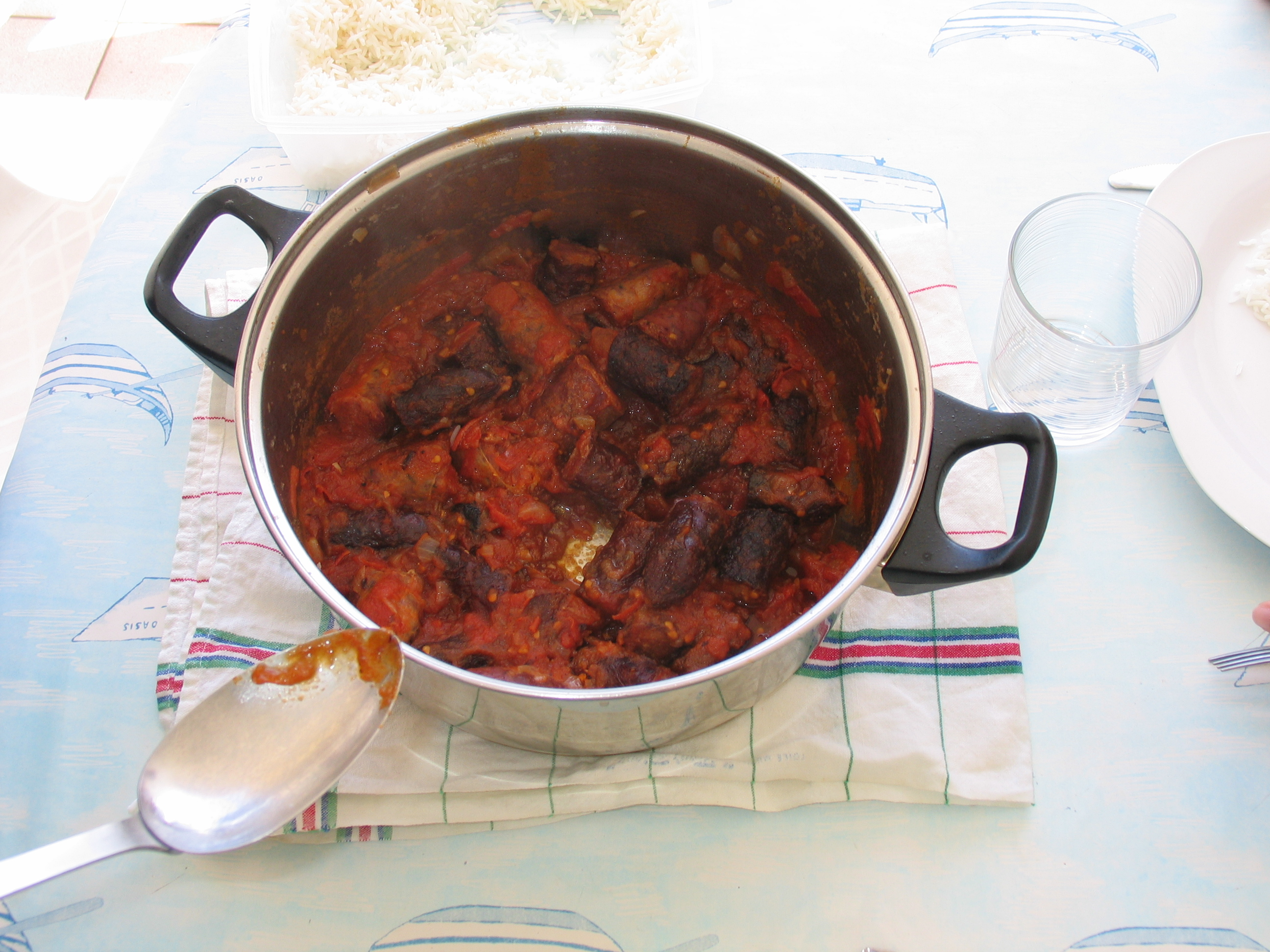
Rougail saucisses.

« Cuisine de La Réunion » ou « cuisine créole de l'océan Indien », la cuisine réunionnaise est le résultat d'un mélange d'influences de cuisines malgache, française, indienne, est-africaine et chinoise amenées sur l'île par les immigrants successifs. Elle est donc naturellement épicée, savoureuse et relativement consistante.

## Au quotidien

### Les apéritifs

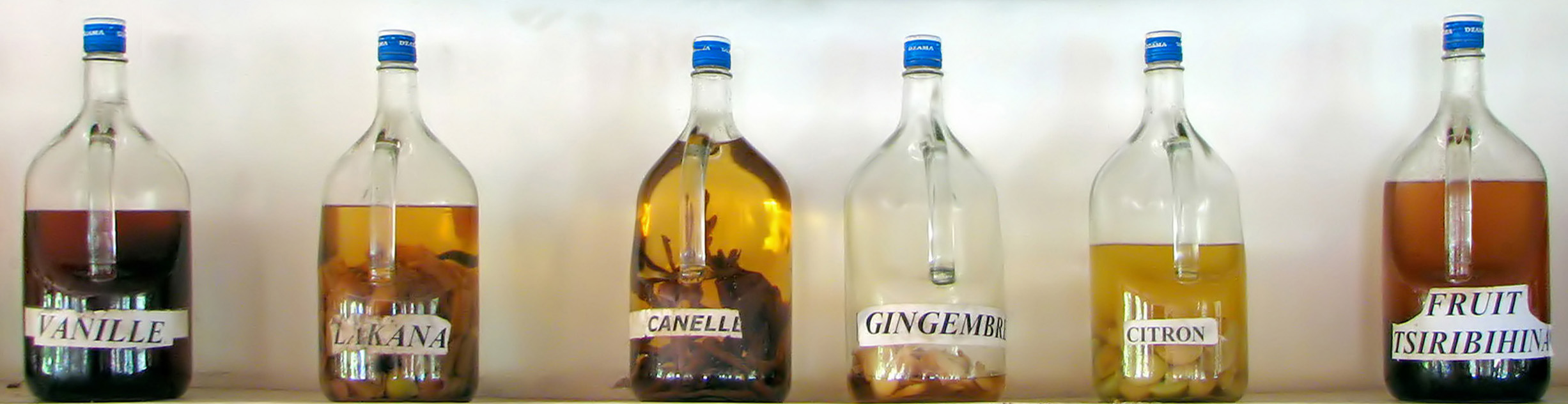
Rhums arrangés.

L'apéritif tient une place importante lors des réceptions. Il n'est pas seulement l'occasion d'absorber un punch ou un rhum arrangé. Il permet aussi d'ouvrir l'appétit par le biais de plusieurs amuse-gueules, dont les plus traditionnels sont les samoussas ou les bonbons piment, les bouchons et les piments farcis.
Ainsi, le mode de cuisson privilégié des plats présentés à l'apéritif est la friture, mais on pourra aussi déguster des bouchons, cuits à la vapeur arrosés de siaw, sans oublier les bonbons piment, piments farcis (à la viande de porc) ou croquettes de poulet. On trouve souvent en accompagnement quelques cacahuètes ou des saucisses cocktail, produits plus français.

### Le plat principal

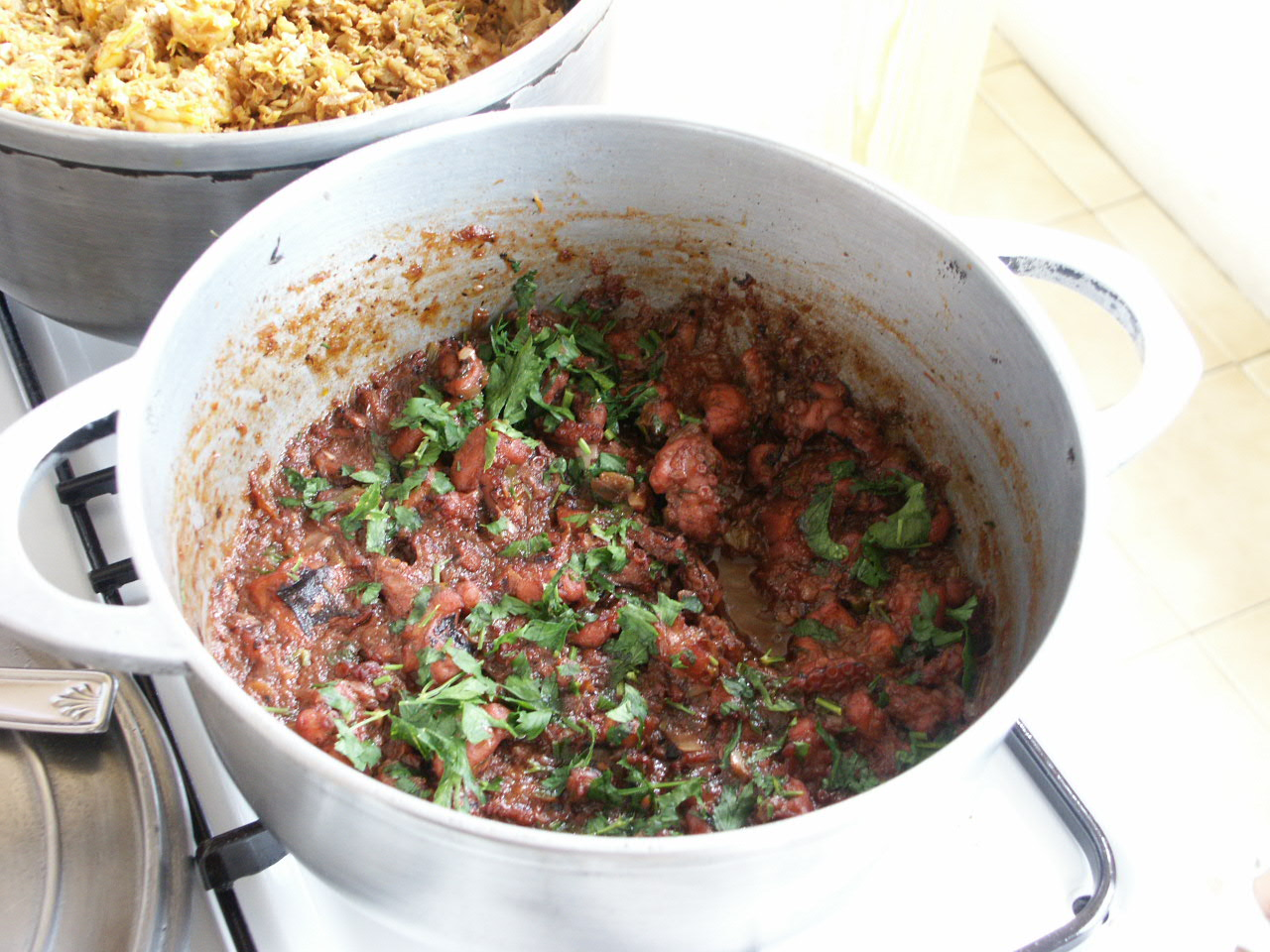
Un civet zourites.

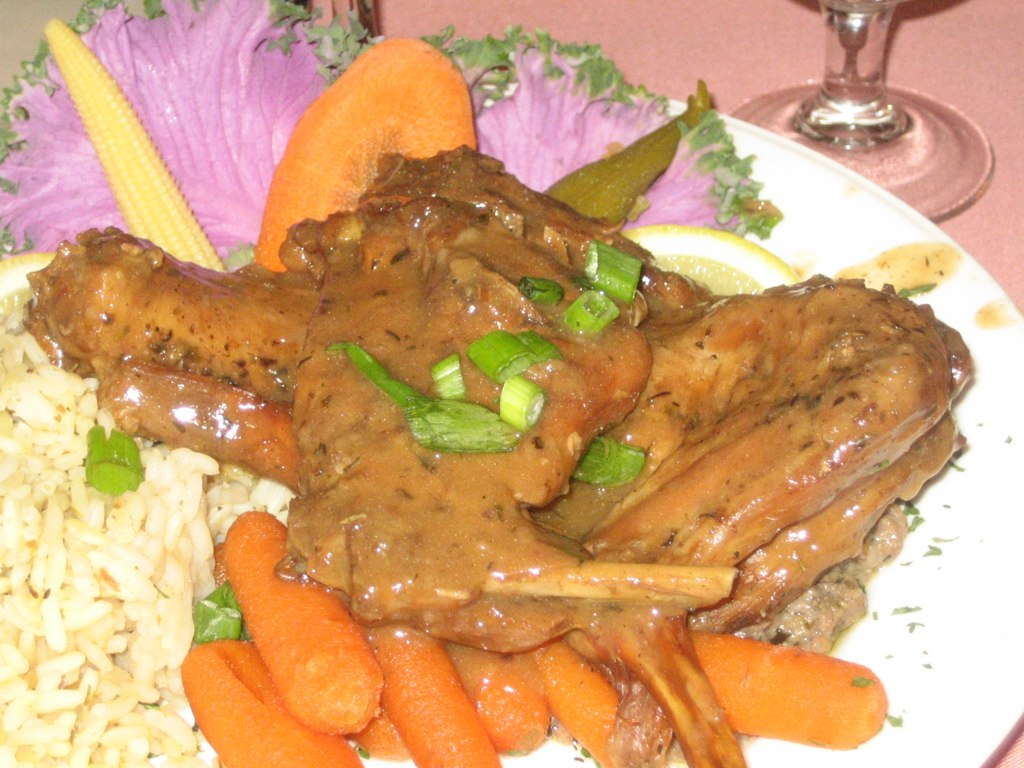
Civet de lapin à la créole.

Toujours accompagnés de riz, les plats les plus communs sont les caris, version locale du curry indien, le rougail et les civets, dont le plus connu est le cari de poulet. Le cari se compose d'une base d'oignon, d'ail et d'épices comme le curcuma (appelé sur l'île « safran péi »), sur laquelle on fait frire poisson, viande, œufs ; on ajoute ensuite de la tomate. Les plats peuvent aussi éventuellement être parfumés avec du gingembre ; le zeste d'un combava est généralement très apprécié.
Le chop suey (au riz et non pas avec des pâtes), le porc à l'ananas, le sauté de bœuf ou de poulet et d'autres plats asiatiques sont également très courants.
Un autre plat connu est le rougail saucisses, à base de saucisses de porc, de tomates et d'oignons, cuit avec des épices ainsi que du piment. Au lieu de riz blanc, il peut être accompagné d'un zembrocal : riz cuit avec du curcuma, dans lequel auront été incorporés des haricots rouges, des grains (pois du Cap), ou encore des petits pois.
On peut aussi citer les massalés de cabri ou de poulet, le boucané aux aubergines (appelés localement « bringelles ») ou aux pommes de terre, ainsi que le civet de tangue (de la famille des hérissons).
Le riz est presque toujours surmonté de grains, comme des haricots rouges ou des lentilles de Cilaos par exemple. On accompagne le tout, le plus souvent le soir (les réceptions réunionnaises durant en général la journée) de verdure cuite ou crue, appelée brèdes lorsqu'elle est cuite. On trouve toutes sortes de brèdes : chouchou, noire, citrouille, lastron, manioc, morangue, chou-chine, mafane, épinards, morel, ou paille-à-terre. Selon le type de brèdes, elles peuvent être cuites en bouillon ou en fricassée.
Sont également servis avec le riz, les grains et le plat des achards ou un rougail de tomate, de mangue verte ou de bringelle, le plus souvent fortement pimentés.
D'une façon générale, les plats sans viande ou poisson sont rares et il n'existe donc que peu de solutions végétariennes. L'une d'entre elles est le gratin de chouchou, « chouchou » étant le nom local de la chayote. Une autre est le cari de babafigue.
La cuisson se fait généralement dans des marmites en fonte. Traditionnellement, le plat principal était préparé dans la cour, au feu de bois, ou dans une petite dépendance hors de la maison, que l'on appelait le « boucan », nom dérivé de la méthode locale de conservation de la viande, le boucanage. Il était ensuite consommé dans une feuille de bananier et souvent mangé avec la main. 

Mets boucanés
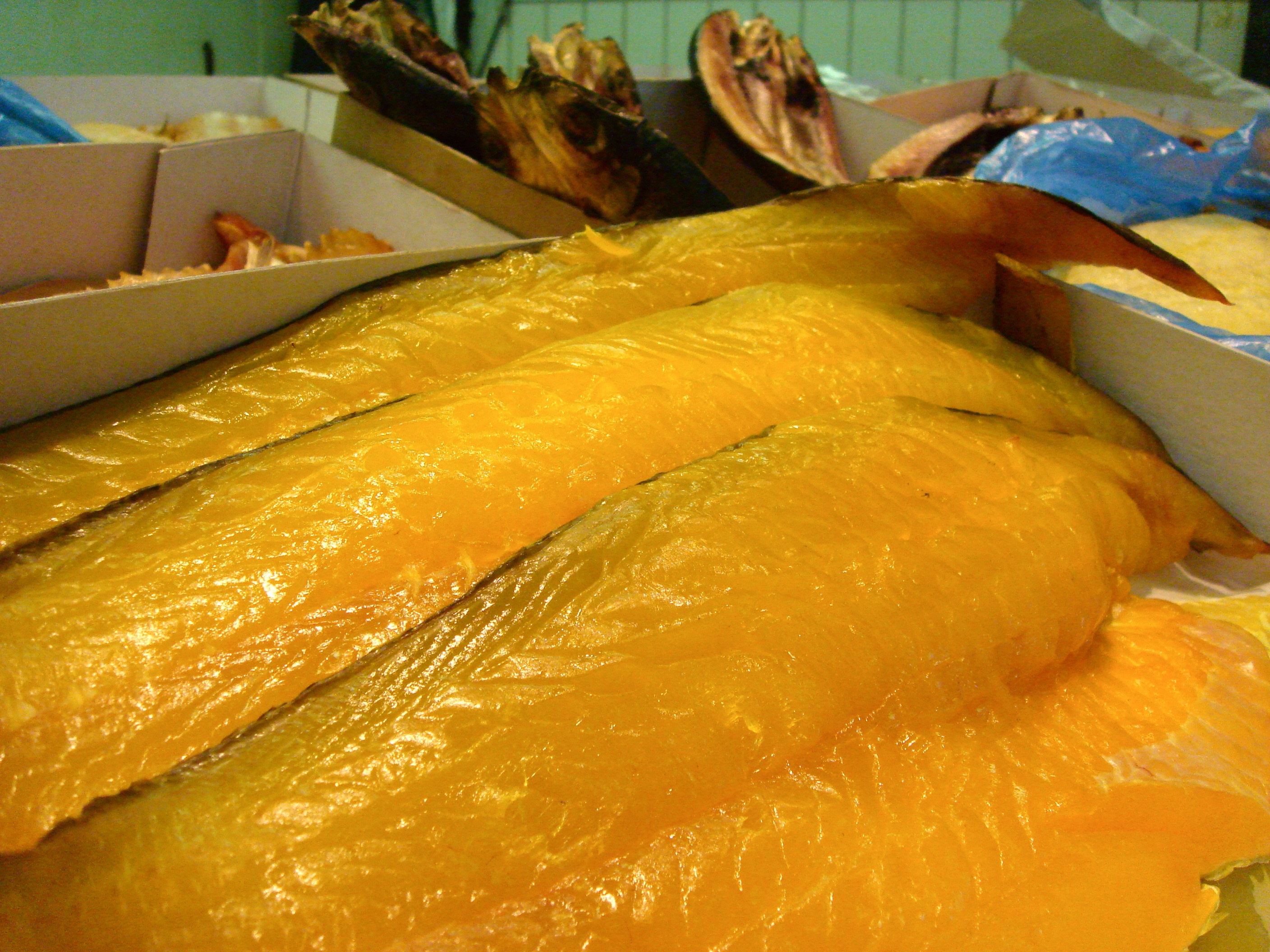
Filets de poissons boucanés.
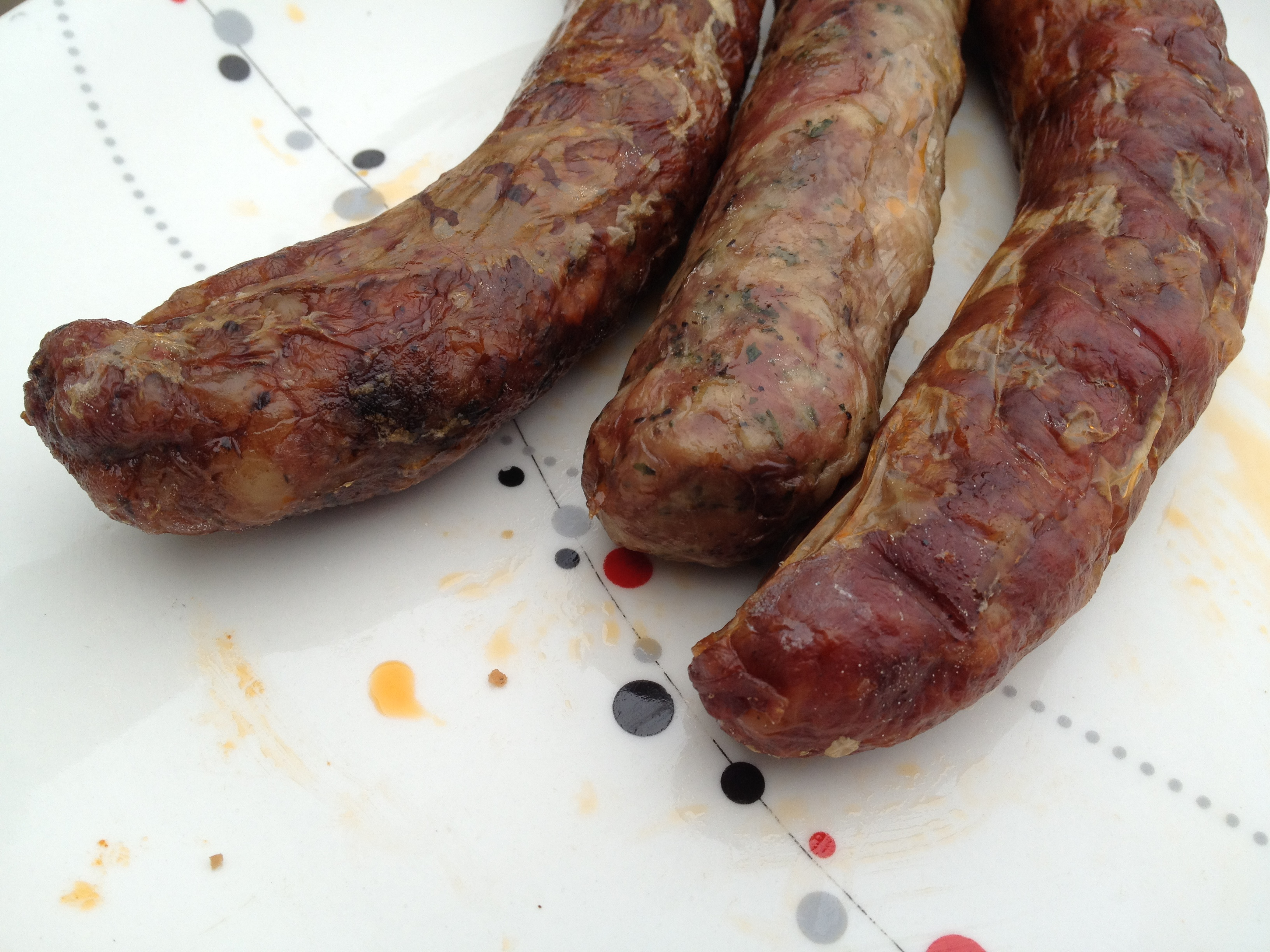
Morceaux de viande boucanée.

#### Le tangue

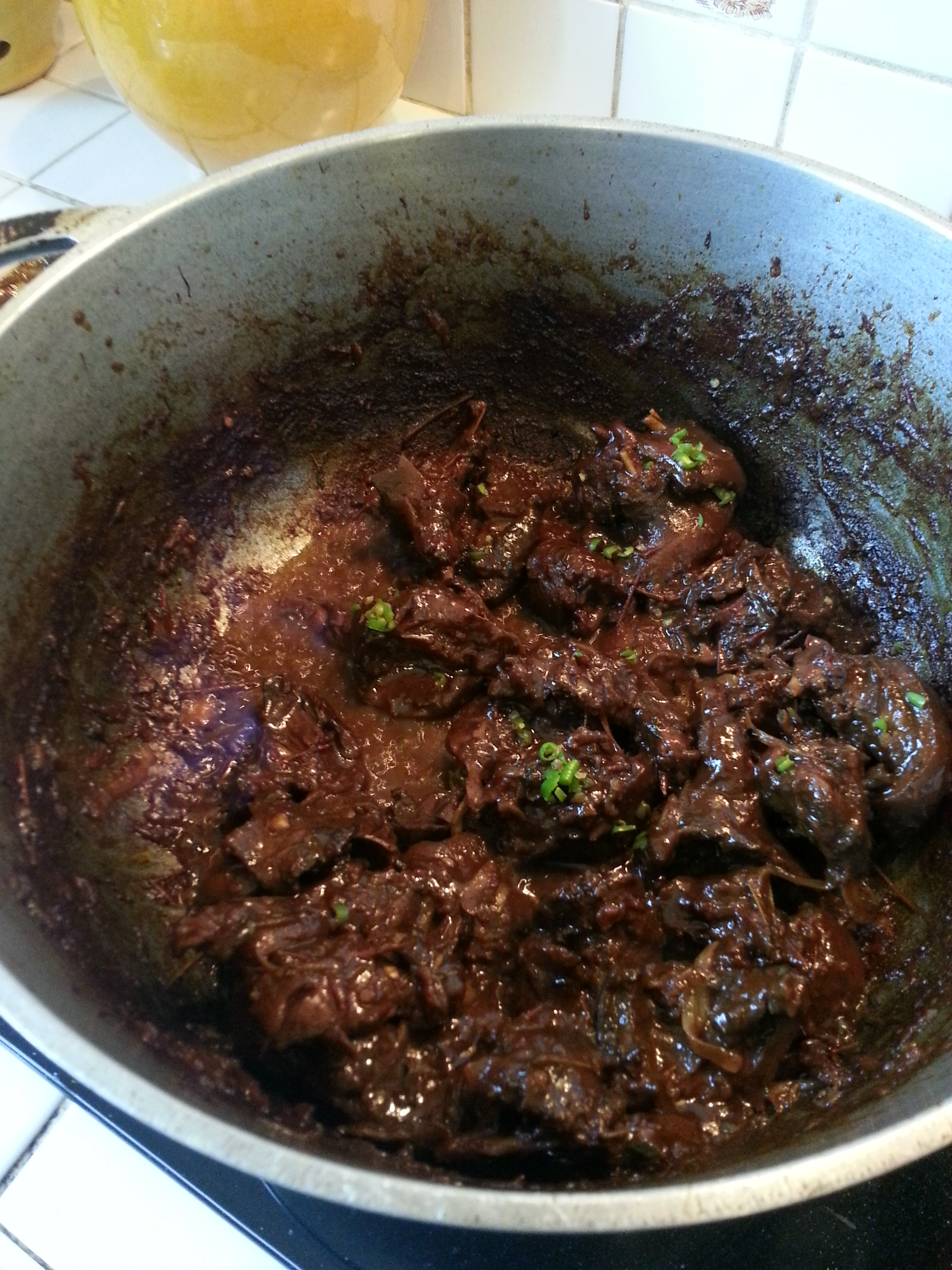
Civet de tangue.

Le tangue est cuisiné sous forme de cari et il est souvent accompagné de riz et servi dans des feuilles de bananier.
À La Réunion, le tangue a été menacé de disparition à cause du braconnage. Aujourd'hui, sa chasse est autorisée et se pratique du 15 février au 15 avril, la nuit à l'aide de chiens.

#### Larves de guêpes
Les larves de guêpes sont consommées fries.

#### Bichique
Le bichique est consommé en cari.

#### Disparités communautaires

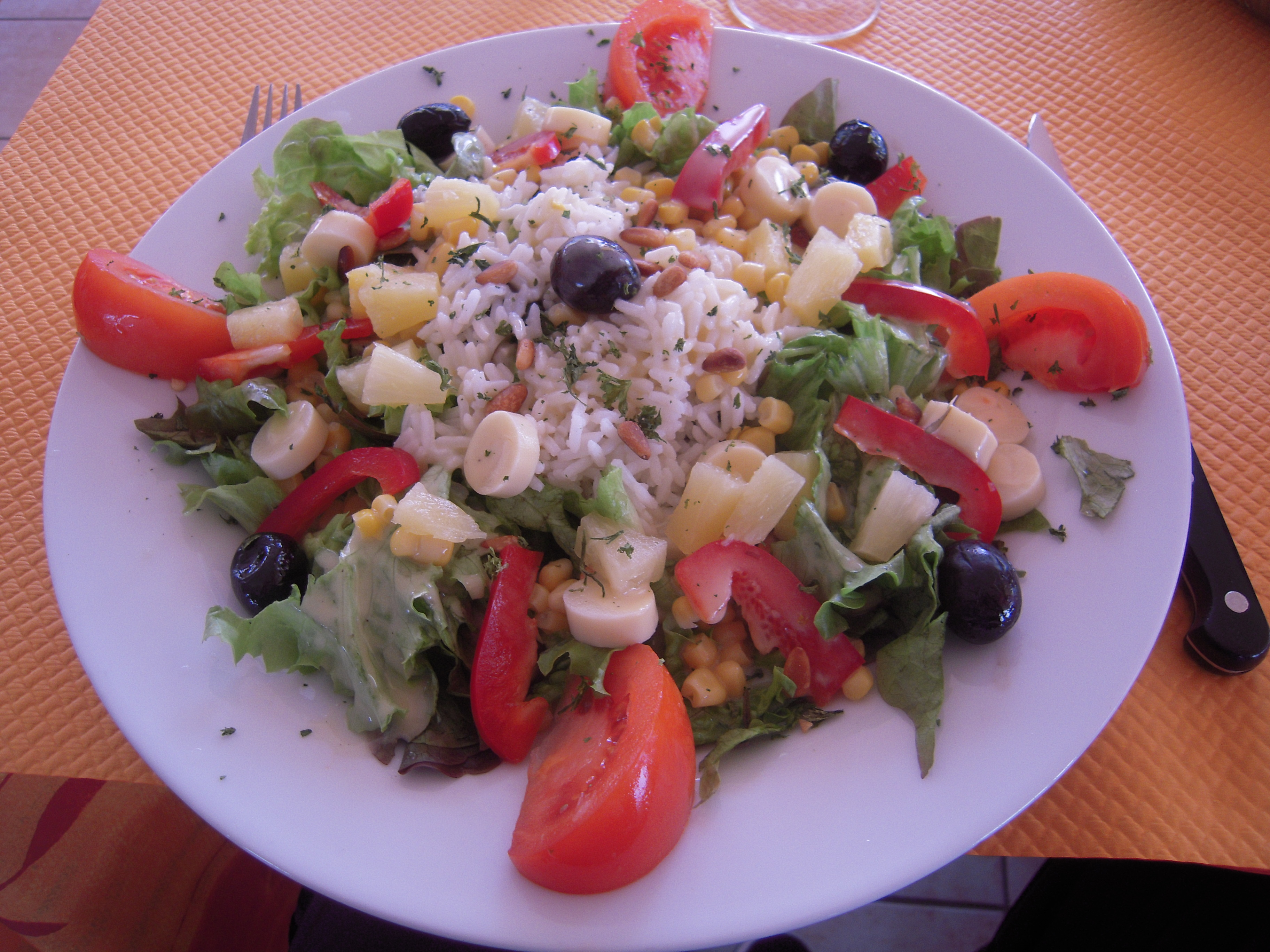
Chatini pommes d'amour.

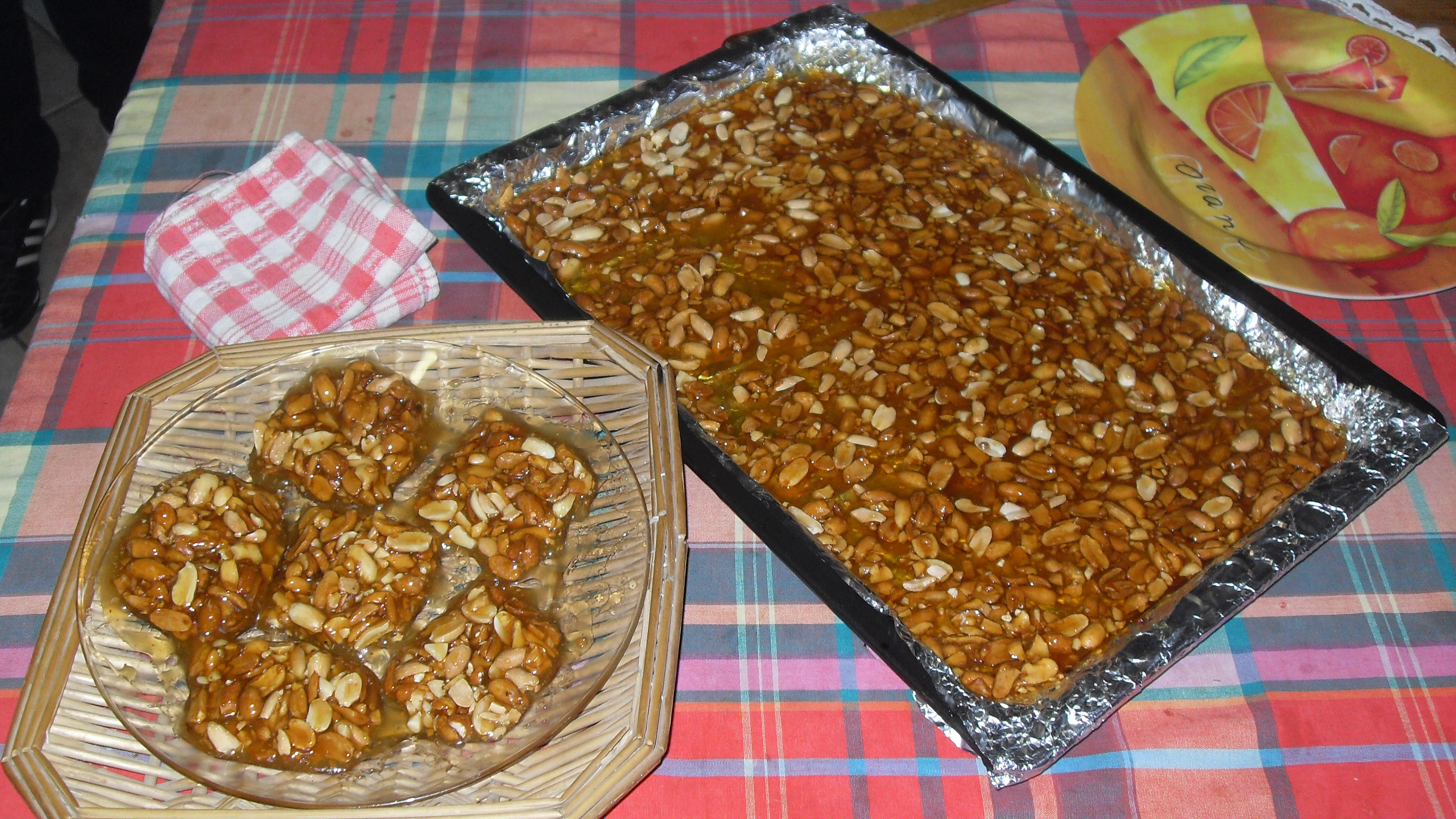
La colle pistache, friandise créole.

Il a existé et existe toujours quelques disparités communautaires, même si tous les Réunionnais partagent un art de vivre et des techniques culinaires. Traditionnellement, certaines communautés consomment peu ou pas certains des plats d'autres communautés.
De manière notable, les musulmans ne mangent pas de porc, et donc pas de rougail saucisse (à moins qu'il soit préparé à partir de saucisses de poulet). D'autres différences s'observent : par exemple, les Blancs des Hauts consomment peu d'achards ou de l'épice curry, contrairement aux Malbars. Les Zarabes consomment plus volontiers des recettes bien connues à Maurice, comme le briani. Ces différences ont bien sûr tendance à s'estomper, hormis pour la consommation de porc.

### La boisson
Avant les repas, on prendra un rhum arrangé aux letchis, mangue, ananas, passion, goyavier, cerises ou ananas, entre autres.
Une autre boisson typique est le sirop préparé à partir du tamarin. Toujours très appréciés, les sodas au goût d'ananas, de letchi ou de citron produits dans l'île sont parfois remplacés par des boissons internationales trouvées au supermarché.
Le vin produit dans l'île est le vin de Cilaos, mais la production demeure pour l'heure trop peu importante pour être consommée par tous.

### Le dessert

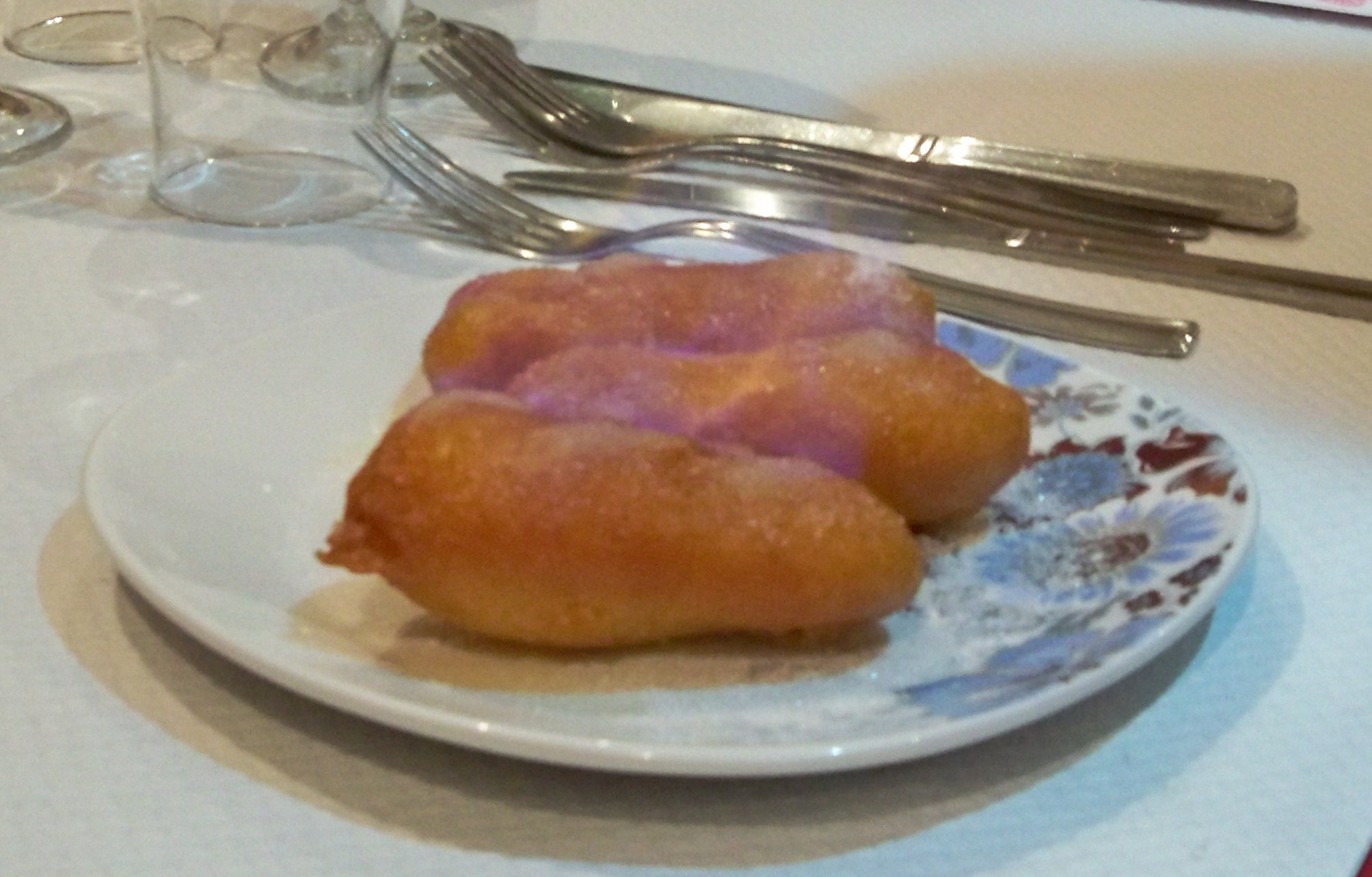
Beignets de bananes flambés.

Il s'agit généralement de fruits de saison : mangues (de nombreuses variétés toutes aussi succulentes), ananas Victoria (naturellement doux et sucré), letchis et longanis en été, goyaviers en hiver (saison fraîche entre mai et septembre).
Pour le reste, les friandises que l'on mange à toute heure, en petites quantités, comprennent le bonbon la rouroute, le bonbon cravate ou le bonbon miel, ces deux derniers étant des fritures.
On trouve aussi différents gâteaux tels que le gâteau patate, le gâteau ti'son (maïs), les tartes aux fruits de saison, les beignets de bananes et le chemin de fer (un gâteau roulé à la crème à la vanille et couvert de sucre coloré en rouge).

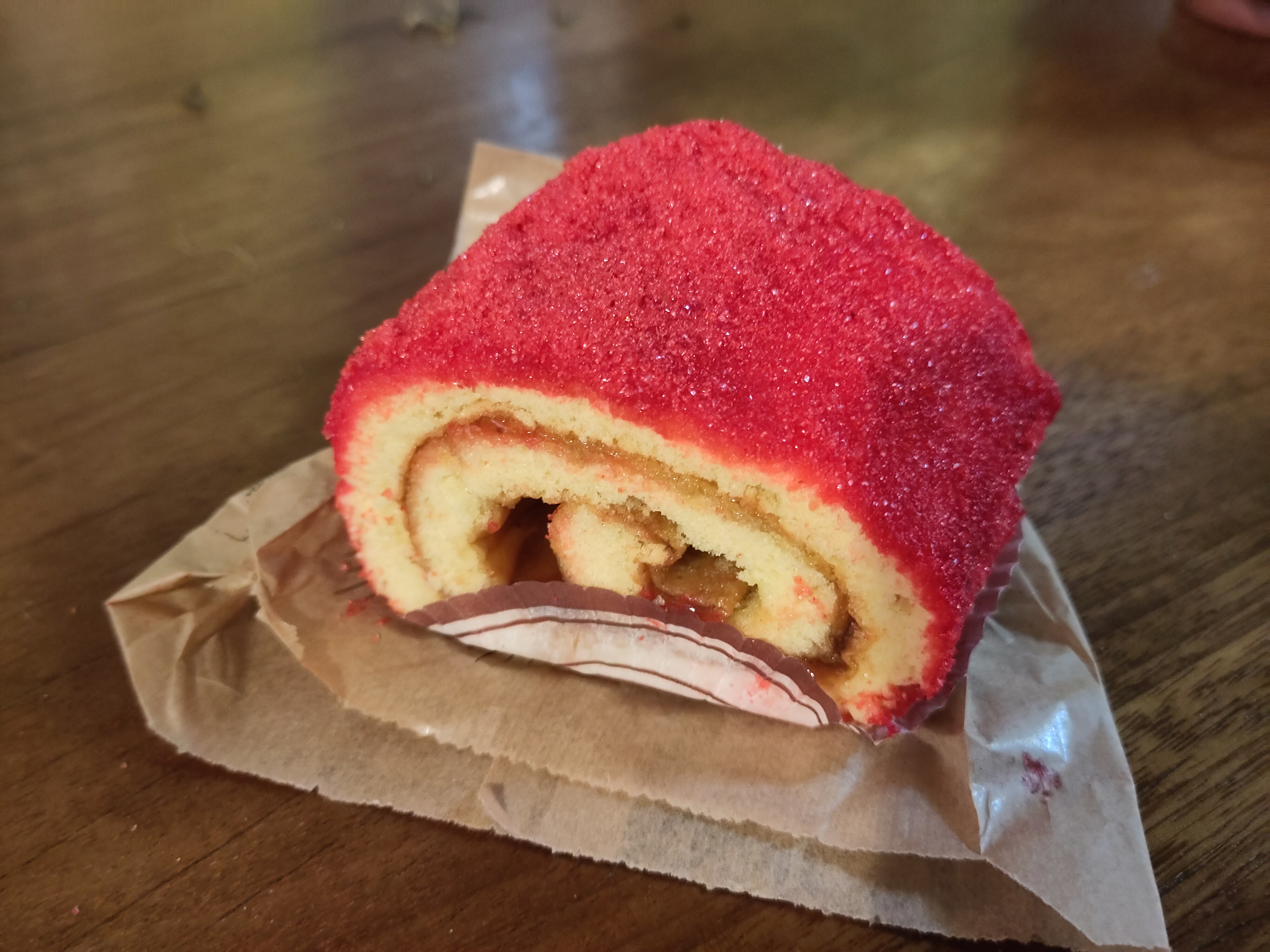
Chemin de fer.

Les gâteaux de fécule, manioc, igname, et même de patate douce font également partie des spécialités.

## Grandes occasions
Pour le Nouvel An, on mange du pâté créole, dont la farce est confectionnée à partir de cari de porc — appelé godivo —, la pâte qui l'entoure est issue du mélange de la sauce du cari avec de la farine, du saindoux et du curcuma, accompagnée d'un peu de liqueur d'anisette.